# 米倉昌晴
米倉 昌晴（よねくら まさはる）は、江戸時代中期の大名。若年寄。武蔵国金沢藩3代藩主。六浦藩米倉家6代。官位は従五位下・丹後守。

## 略歴
享保13年（1728年）4月22日、分家で3000石の旗本である米倉昌倫の次男として誕生。寛延2年（1749年）、2代藩主・米倉里矩が子無くして早世したため、その養子となって跡を継いだ。同年5月に9代将軍・徳川家重に御目見し、12月に叙任する。
明和元年（1764年）8月に大番頭となり、安永5年（1776年）1月に奏者番、同年4月に日光祭礼奉行、安永6年（1777年）4月に若年寄など、要職を歴任した。しかし天明4年（1784年）4月、同じ若年寄である田沼意知が暗殺されると、罪を得て連座により謹慎処分となった。同年5月に許されて西の丸御付となる。
天明5年（1786年）、病を得て若年寄を辞任しようとしたが、許されずに在職中のまま死去した。享年58。
跡を次男・昌賢が継いだ。

## 系譜
父母
- 米倉昌倫（実父）
- 堀田氏 ー 側室（実母）
- 米倉里矩（養父）

正室、継室
- 瑞泉院 ー 柳沢保経の娘（正室）
- 島津久芳の娘（継室）

側室
- 田中氏

子女
- 米倉昌賢（次男）生母は田中氏（側室）
- （三男）
- 戸田光知
- （七男）
- 本多忠福[3]（八男）
- 遠山景祥正室後に米倉昌喜正室
- 今大路正庸室
- 娘
- 娘
- 娘

## 関連作品
- 正月時代劇 『隠密秘帖』（2011年、NHK、演：秋野太作）
- 土曜時代劇 『隠密八百八町』（2011年、NHK、演：秋野太作）